# Vikingulven
Vikingulven (en español, Lobo Vikingo) es un thriller de terror noruego del 2022 de Netflix interpretado por Liv Mjönes, Elli Rhiannon Müller Osborne, Arthur Hakalahti y Sjur Vatne Brean. El guion ha sido escrito por Espen Aukan y Stig Svendsen, y dirigido por este último. La película se grabó en Notodden, fue producida por Filmkamatene A/S y REinvent Studios y tuvo su estreno noruego el 18 de noviembre de 2022. Ha sido subtitulada en catalán.

## Sinopsis
Thale es una joven de 17 años que se traslada junto con su familia desde Oslo a una pequeña localidad donde su madre logra un nuevo trabajo en la policía local. Después de que una estudiante sea asesinada brutalmente durante una fiesta a la que asistía Thale, se convierte en una testigo clave. ¿El asesino era un animal? ¿Un lobo?

## Crítica
Aftenposten dio a la película una puntuación de cinco sobre seis, y se refirió a ella como "no la más importante ni significativa de las películas noruegas del otoño. Es una película de género pura y sólida que hace escalofríos". La película es simplemente un buen entretenimiento." 
Filmpolitiet puntuó el filme con un cuatro sobre seis, y se refirió a ella como "una buena y bienvenida adición a la flora del género noruego".
VG le dio un tres sobre seis a la película y se refirió a ella como "mala de una manera perdonable".
FilmMagasinet dio a la película ocho puntos sobre diez, y se refirió a ella como "una de las mejores películas sobre hombres lobo", y que "hay algo deliciosamente satisfactorio al ver a un hombre lobo haciendo estragos en las zonas rurales de Noruega".